# Battaglia dello Stretto di Messina (965)
La battaglia dello Stretto di Messina (in arabo: waqʿat al-Majāz, "Battaglia dello Stretto") fu combattuta all'inizio del 965 nello Stretto di Messina tra le flotte dell'Impero bizantino e del Califfato fatimide. Ne risultò una significativa vittoria fatimide e il crollo finale del tentativo dell'imperatore Niceforo II Foca di recuperare la Sicilia dai Fatimidi.

## Premesse
La presa di Taormina da parte degli Aghlabidi nel 902 segnò la fine effettiva della conquista islamica della Sicilia, ma i bizantini mantennero alcuni avamposti sull'isola e la stessa Taormina poco dopo si liberò dal controllo musulmano. Nel 909 i Fatimidi conquistarono la provincia metropolitana aghlabida di Ifriqiya, e con essa la Sicilia. I Fatimidi (e dopo gli anni 950 i Kalbiti, governatori ereditari della Sicilia) continuarono la tradizione della jihad, sia contro le restanti roccaforti cristiane nel nord-est della Sicilia, sia, in modo più prominente, contro i possedimenti bizantini nell'Italia meridionale, seppur stipulando a volte delle tregue temporanee.
In seguito alla riconquista bizantina di Creta nel 960-961, dove i Fatimidi, vincolati da una tregua con l'Impero e dalle distanze considerevoli, non furono in grado o non vollero interferire e rivolsero la loro attenzione alla Sicilia, dove decisero di attaccare i restanti avamposti bizantini: Taormina, i forti della Val Demone e Val di Noto, e Rometta. Taormina cadde sotto il governatore Aḥmad b. Ḥasan Abi l-Husayn il giorno di Natale del 962, dopo più di nove mesi di assedio, e l'anno successivo il cugino, al-Hasan ibn Ammar al-Kalbi, assediò Rometta. Quest'ultima inviò una richiesta di aiuto all'imperatore Niceforo II Foca, che preparò una grande spedizione, guidata dal patrizio Niceta Abalante e dal proprio nipote, Manuele Foca.

## La battaglia
Le forze bizantine sbarcarono nell'ottobre del 964 e conquistarono rapidamente Messina e altri forti della Val Demone, ma il tentativo di soccorrere Rometta fallì decisamente e vide la morte di Manuele Foca. Rimasta senza speranza di soccorso, Rometta cadde nella primavera del 965.
Dopo la sconfitta a Rometta, le restanti forze bizantine furono costrette a ritirarsi a Messina. Da lì, Niceta cercò di attraversare lo Stretto di Messina con la flotta bizantina, ma fu intercettato dalla flotta fatimide al comando di Ahmad al-Kalbi. Nella battaglia che ne seguì, nota nelle fonti arabe come la "Battaglia dello Stretto" (in arabo: waqʿat al-Majāz,), il governatore fatimide impiegò sommozzatori equipaggiati per attaccare le navi bizantine: "si tuffavano dalla loro nave e nuotavano verso la nave nemica, al cui timoni fissavano delle funi lungo le quali facevano scorrere pentole di terracotta contenenti fuoco greco, che si frantumavano sulla poppa della nave". Con questa tattica furono distrutte molte navi bizantine e la battaglia si concluse con una netta vittoria fatimide; secondo gli storici arabi furono catturati un migliaio di prigionieri, tra cui l'ammiraglio bizantino Niceta e molti dei suoi ufficiali, il bottino ricomprese anche una pesante spada indiana che recava un'iscrizione che indicava che un tempo era appartenuta a Maometto.

## Conseguenze
La sconfitta portò i bizantini a chiedere ancora una volta una tregua nel 966/7, stipulando un trattato di pace che lasciò la Sicilia nelle mani dei fatimidi e rinnovò l'obbligo bizantino di pagare tributi in cambio della cessazione delle incursioni in Calabria. Entrambe le potenze erano disposte a venire a patti, poiché entrambe erano occupate altrove: Foca con le sue guerre contro gli Hamdanidi e la conquista della Cilicia, e i fatimidi con la loro pianificata invasione dell'Egitto.
Il califfo al-Mu'izz li-Din Allah fortificò diverse città in Sicilia in questo periodo, costruì moschee-cattedrali e stabilì musulmani in città della Val Demone fino a quel momento dominate dai cristiani. Taormina, tuttavia, fu rasa al suolo, forse come parte dei termini del trattato di pace, e non fu reinsediata fino al 976.
Come parte del trattato di pace, i prigionieri bizantini, incluso Niceta, furono riscattati dall'Impero. Niceta aveva trascorso la sua prigionia in Ifriqiya copiando le omelie di Basilio Magno e Gregorio Nazianzeno in un bel manoscritto calligrafico, che dopo la sua liberazione donò a un monastero e che ora si trova nella Biblioteca nazionale di Francia a Parigi.